# アメリカン・アイドル (シーズン11)
『アメリカン・アイドル』シーズン11は2012年1月からアメリカのフォックスで放送中のオーディション番組。日本では2012年2月6日からFOXbs238で放送中。前シーズンに引き続き、司会はライアン・シークレスト、審査員はランディ・ジャクソン、ジェニファー・ロペス、スティーヴン・タイラーである。

## オーディション
地方予選
- サバンナ（ジョージア州）
- ピッツバーグ（ペンシルベニア州）
- サンディエゴ（カリフォルニア州）
- アスペン（コロラド州）
- ヒューストン（テキサス州）
- ポートランド（オレゴン州）
- セントルイス（ミズーリ州）

ハリウッド予選
ラスベガス予選

## ファイナリスト
- 第1位：フィリップ・フィリップス

21歳/ジョージア州出身/質屋の店員：ギター演奏
独特の個性と不器用な性格で人気を集めている候補者。彼の曲の世界観は毎回評価が高く、本選が進むにつれさらに完成度を高めていった。あくまで歌を第一に考えたいというポリシーを持ち、服装もあえて地味を貫いている。
一度もワーストに入ることなくフィナーレへ進出。
- 第2位：ジェシカ・サンチェス（TOP7脱落→ワイルドカード）

16歳/カリフォルニア州出身/学生
ファイナリスト最年少ながら卓抜した技術力を持ち、特に一瞬一瞬に感情を込めて歌う彼女の歌は審査員・コーチ陣に毎回絶賛されている。
しかしながら本選前半では女性票に乏しく、TOP7でワースト1位に。まさかの脱落に会場内が騒然となったが、審査員がシーズン中一度だけ使える「ワイルドカード」（候補者を落選から救うことのできる権利）により復活した。その後も危なげのないパフォーマンスでフィナーレ進出を果たす。
- 第3位：ジョシュア・レデット

19歳/ルイジアナ州出身/学生、牧師の息子
「神からの贈り物」「番組至上最高位の逸材」と言われるほどの美声を持ち、歌唱力もきわめて高い。聖歌に慣れ親しんだ育ちのためゴスペル調を得意とし、それ以外でもあらゆるジャンルの歌もそつなくこなす。審査員のスタンディングオベーションを最も数多く得た候補者。
- 第4位：ホリー・キャヴァナー

18歳/テキサス州出身/シーズン10にも出演。
パワフルな声量と可憐な容姿で（主に男性）人気を得るが、本選前半では硬い歌い方で音程をはずすことが多く、ワーストの常連だった。TOP6からようやくステージ慣れして本来の実力を発揮し善戦する。スカイラー、ジョシュアとは親友と呼べるほど仲が良い。イギリスにルーツを持ち、言葉にも英国訛りがある。
- 第5位：スカイラー・レイン

18歳/ミシシッピ州出身/学生
カントリーを心から愛し、また得意分野としているがロックやソウル分野でも評価が高い。明るく元気いっぱいの人柄と同じく、パワフルで伸びのある歌声は視聴者の心を掴んだ。成長が早く、また選曲のセンスにも恵まれ、本選が進むごとに実力をつけていった。辛口コーチのジミーに「視聴者に毎回投票したいと思わせる魅力を持っている」と評され、一時は優勝候補と目されるも5位で脱落。
- 第6位：エリーズ・テストン

28歳/サウスカロライナ州出身/ボーカルコーチ、ミュージシャン
今シーズンの最年長候補者。ハスキーな歌声を持ち、技術力もきわめて高く、特にめまぐるしく音程の上下する曲で才能を発揮する。ロックでの評価が高く審査員スティーブン・タイラーのお気に入りだった。TOP9で歌ったレッド・ツェッペリンは大絶賛されコーチ・ジミーに「奇跡のようなステージ」と評される。一方で選曲ミスをすることが多く、回ごとに人気の落差が激しかった。
- 第7位：コルトン・ディクソン

20歳/テネシー州出身/ミュージシャン、フェイスペインター シーズン10にも出演。：ピアノ演奏
妹のつきそいで行った予選会場で、前シーズンの彼を覚えていた審査員たちに引っ張り出されて予選に飛び入り参加した。端正な容姿と甘く完成された歌声で人気を博し、審査員スティーブン・タイラーに「その声ならすぐにでもアルバムが出せる」と言わしめるほど。本選前半から優勝候補と目されていたが、2回目のTOP7（ワイルドカード使用によりTOP7は2回行われた）でまさかの脱落。選曲をミスしたものの評価はさほど悪くなかったため誰もが驚く結果となった。
- 第8位：デアンドレ・ブラッケンシック

17歳/カリフォルニア州出身/シーズン10にも出演。
審査員による推薦枠でTOP25入りし本選に出場。裏声による非常に高い高音を得意とし、審査員ジェニファー・ロペスの大のお気に入りだったが、視聴者の好みは割れTOP8でワースト1位に。ジェニファー・ロペスはワイルドカードで彼を救おうとしたが他2名の審査員の同意を得られずに脱落となった。
- 第9位：ヒージュン・ハン

22歳/ニューヨーク在住/NPO法人（特別養護施設）
非常にユーモラスな韓国系アメリカン。おどけたキャラクターが好かれ、候補者内でもムードメーカーともいえる人物だった。TOP10のパフォーマンスで楽曲に対する誠意のなさが指摘され、次回TOP9で真摯に取り組み再評価されたがそこで脱落した。
- 第10位エリカ・ヴァン・ペルト

25歳/ロードアイランド州出身/モバイルDJ兼ウエディングシンガー
- 第11位：シャノン・マグレーン

16歳/フロリダ州出身/プロ野球選手の娘
- 第12位：ジェレミー・ロサード

19歳/フロリダ州出身/伝染病のクリニック受付係
- 失格：ジャーマン・ジョーンズ

25歳/ニュージャージー州出身
審査員推薦枠でTOP25入りするも、その時点で複数の逮捕状が出ていることが発覚し失格扱いとなった。

## 特別ゲスト
- ローレン・アライナ（シーズン10準優勝者）
- メアリー・J・ブライジ
- ドートリー
- デミ・ロヴァート
- ラナ・デル・レイ
- ヘイリー・ラインハルト（シーズン10/3位）
- ジョー・ペリー
- ニッキー・ミナージュ
- スコッティ・マクリーリー（シーズン10優勝者）
- ケリー・ピックラー（シーズン5/6位）
- ザ・ウォンテッド
- ジェームス・ダービン（シーズン10/4位）
- ジェニファー・ハドソン（シーズン3/7位）
- NE-YO
- クリス・アレン（シーズン8優勝者）
- LMFAO
- ブライアン・メイ
- ロジャー・テイラー
- ケイティ・ペリー
- ステファノ（シーズン10/7位）
- クイーン・エクストラヴァカンサ
- コールドプレイ
- キャリー・アンダーウッド（シーズン4優勝者）
- デヴィッド・クック
- アダム・ランバート（シーズン8準優勝者）
- リサ・マリー・プレスリー
- ジョン・フォガティ
- ファンティジア（シーズン3優勝者）
- チャカ・カーン
- リアーナ
- リーバ・マッキンタイア
- ニール・ダイヤモンド
- ウイシン&ヤンデル
- リル・ジョン&フロー・ライダー
- ジョーダン・スパークス（シーズン6優勝者）
- ジェニファー・ホリデイ

グランドフィナーレでは、今シーズンのファイナリストはもちろん、審査員のジェニファー、スティーヴンもパフォーマンスを披露。

## 日本語ナビゲーター
- クリス・ペプラー
- SHELLY

## 各部の課題曲
- TOP13：男性<スティーヴィー・ワンダーの曲> 女性<ホイットニー・ヒューストンの曲>
- TOP11：候補者の生まれ年の曲
- TOP10：ビリー・ジョエルの曲
- TOP9：憧れのスター
- TOP8：1980年代の曲
- TOP7(1)：2010年以降の曲
- TOP7(2)：2000年以降の曲&往年のソウルソング
- TOP6：クイーンの曲&自分で選んだ曲
- TOP5：1960年代の曲&英国ポップス
- TOP4：カリフォルニアの思い出&思い入れの強い曲
- TOP3：審査員が選んだ曲&候補者が選んだ曲&ジミー・アイオヴィンが選んだ曲
- FINARE：サイモン・フラーの選曲&今シーズンの代表曲&優勝した場合のデビュー曲